# Hotel Continental (Leipzig)

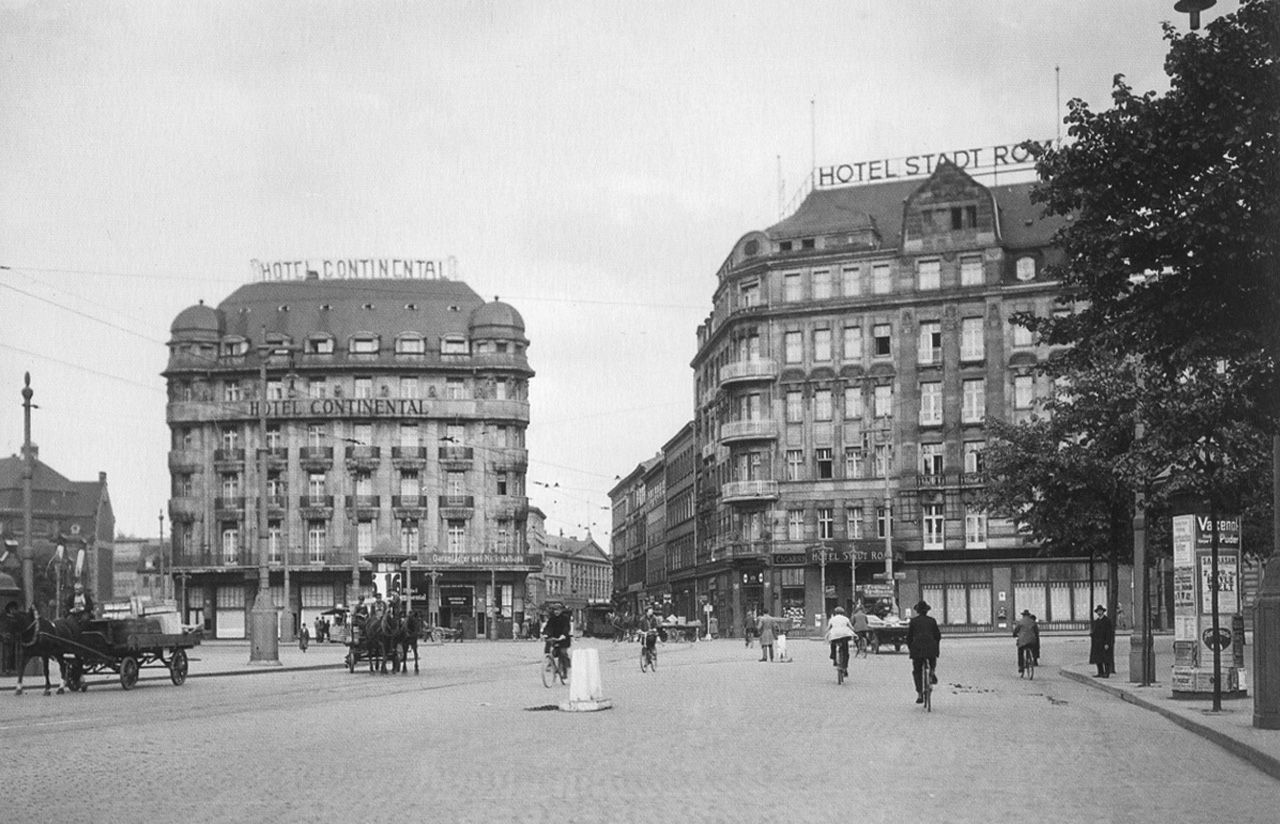
Hotel Continental (links), gegenüber Hotel Stadt Rom an der Wintergartenstraße (1925)

Hotel Continental war der Name eines Hotels in Leipzig in der Nähe des heutigen Hauptbahnhofs, das heute den Namen Victor’s Residenz-Hotel trägt. Es wurde in den 2000er Jahren um Anbauten erweitert. Der historische Teil des ehemaligen Hotels Continental steht unter Denkmalschutz.

## Lage und Geschichte

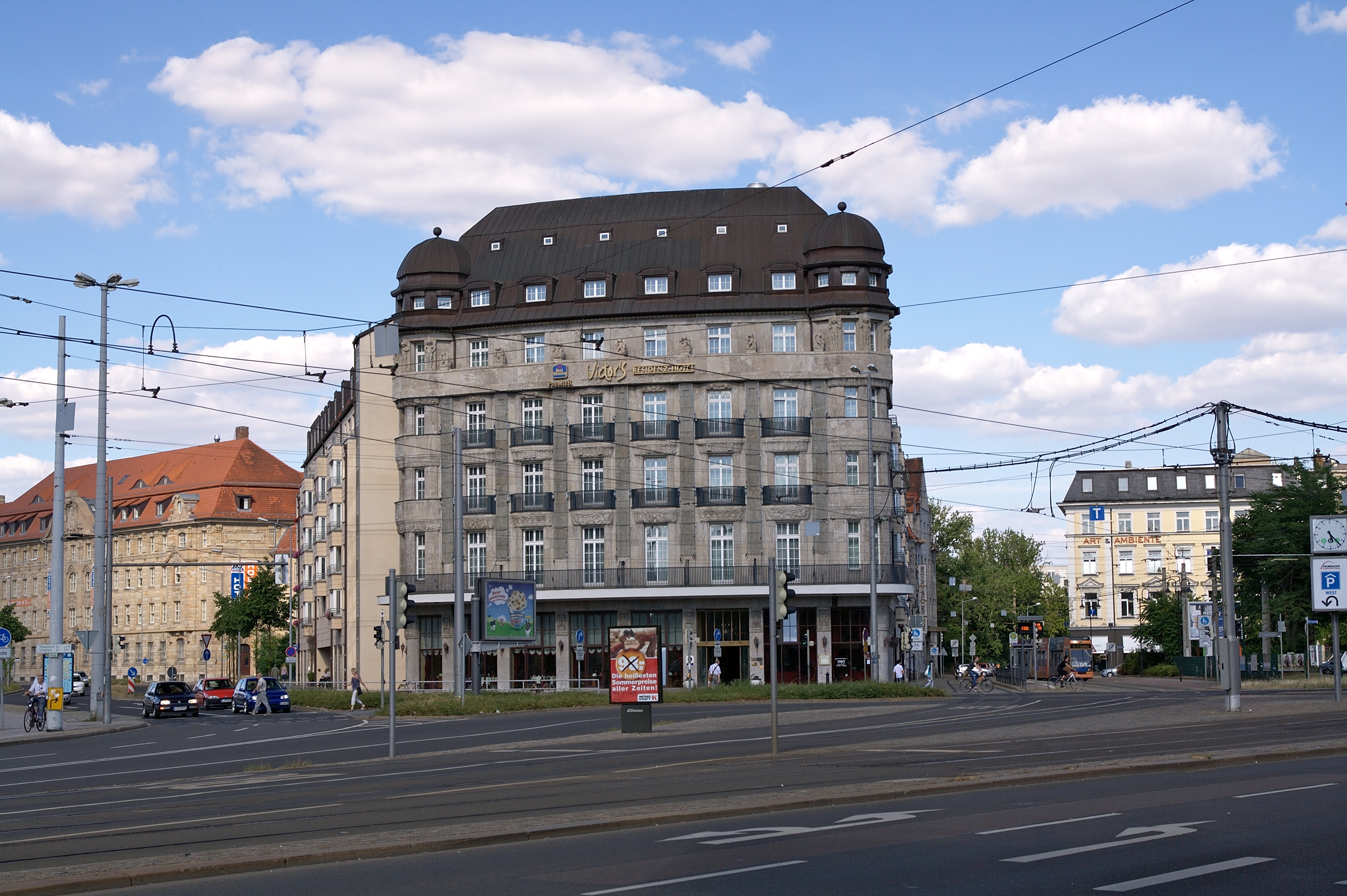
Ehemaliges Hotel Continental (2010)

Das Haus befindet sich gegenüber dem Hauptbahnhof am Georgiring Nr. 13. Direkt gegenüber an der Wintergartenstraße stand bis zur dessen Zerstörung das Hotel Stadt Rom. Heutzutage steht an dieser Stelle das LWB-Gebäude am Wintergartenhochhaus.
Das 1911 nach Plänen von Emil Franz Hänsel (1870–1943) im Jugendstil in Stahlskelettbauweise als Stahlbetonbau errichtete Gebäude, mit Bauschmuck von Bruno Wollstädter (1878–1940), hatte 52 Zimmer, Konferenzzimmer, einen Wiener Salon sowie ein Restaurant mit Weinschenke. Es gehörte dem Verleger der „Leipziger Neuesten Nachrichten“ Edgar Herfurth (1865–1950). Nach dessen Enteignung bewirtschaftete in DDR-Zeiten hauptsächlich die HO das Hotel. 
1998 bis 2002 wurde das Hotel saniert und umgebaut, und 2001 unter dem neuen Namen Victor’s Residenz-Hotel wiedereröffnet. An der Wintergartenstraße und der Brandenburger Straße entstanden zwei an den Hotelkomplex angrenzende Anbauten. Jener an der Wintergartenstraße gehört zum Hotel, der andere an der Brandenburger Straße beherbergt eine Seniorenresidenz mit 200 Plätzen.

## Hotelgeschirr
Das Geschirrservice Rationell des Hotel Continental stammte von den Produktdesignern Margarete Jahny (1923–2016) und Erich Müller (1907–1992). Es wurde von den VEB Vereinigte Porzellanwerken Colditz gefertigt.

Zuckerdose aus dem Hotel Continental (um 1975)
Kennzeichnung des Speisegeschirrs aus dem Hotel Continental (um 1975)